# Kościół Matki Bożej Nieustającej Pomocy w Krakowie (os. Bohaterów Września)
Kościół Matki Bożej Nieustającej Pomocy – kościół rzymskokatolicki znajdujący się w Krakowie, w dzielnicy XV Mistrzejowice na os. Bohaterów Września 33, w Mistrzejowicach.
W dniu 13 sierpnia 1990 erygowana została Parafia Matki Bożej Nieustającej Pomocy w Krakowie-Mistrzejowicach. W roku następnym rozpoczęto budowę kościoła, 24 listopada 1991 wmurowano kamień węgielny. Jego budowa zakończyła się w 1993.
Postmodernistyczny budynek projektowali Marcin Janowski i Zbigniew Janowski. Wnętrze ma formę przestronnej sali.
W dniu 1 maja 1996 kościół został konsekrowany przez ks. biskupa Stanisława Smoleńskiego.
Znajduje się w nim zabytkowy, późnobarokowy ołtarz z kościoła św. Wojciecha z krakowskiego Rynku Głównego. W ołtarzu umieszczono współcześnie namalowany obraz patronki kościoła – Matki Bożej Nieustającej Pomocy.
Fasada ozdobiona jest kolorowymi mozaikami, w oknach znajdują się witraże z wyobrażeniami polskich świętych i błogosławionych.

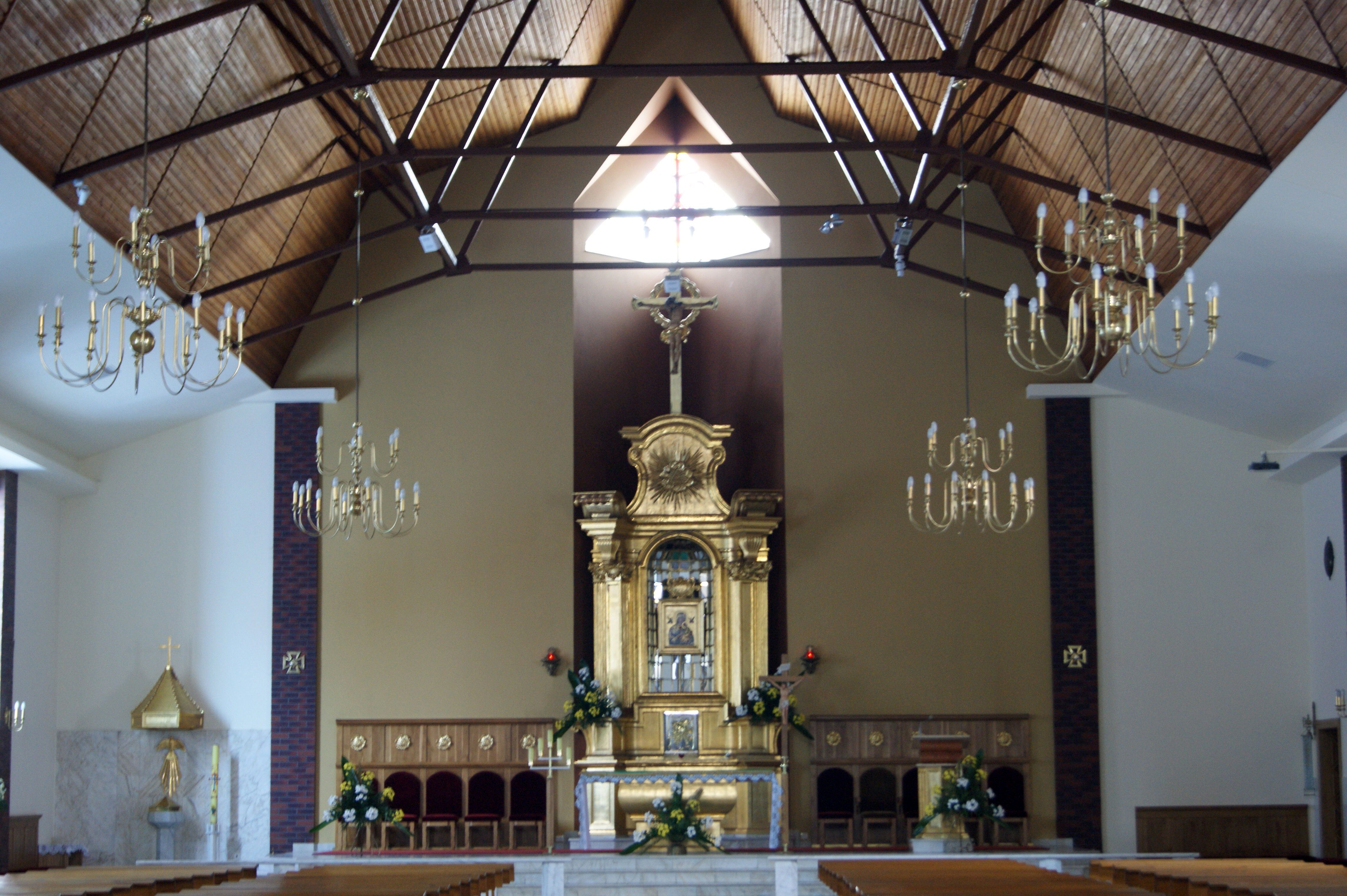
Wnętrze kościoła

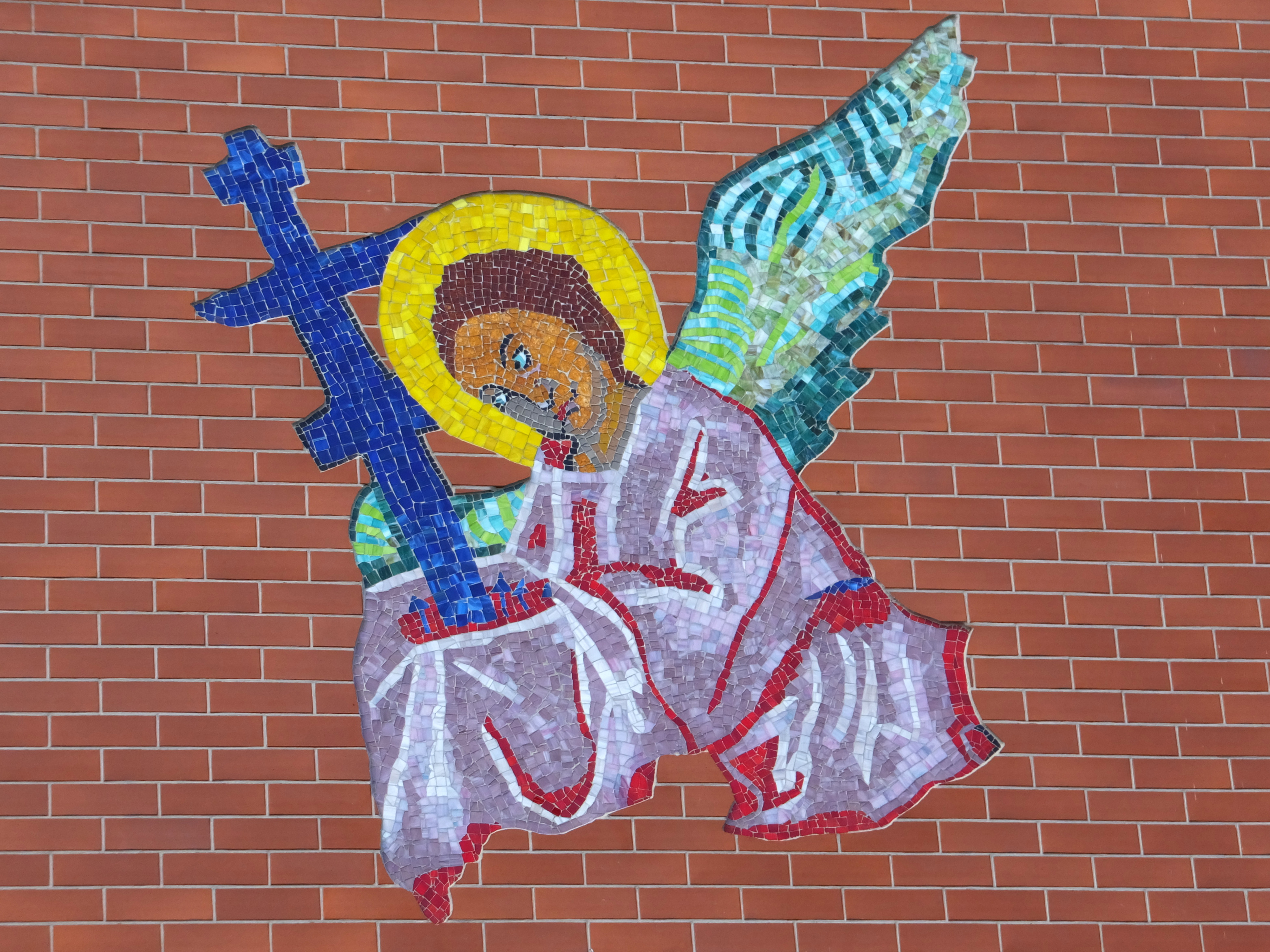
Mozaika na fasadzie kościoła